# Cinematográfica Araújo
A Cinematográfica Araújo, também conhecia como Cine Araújo, é uma empresa privada, operadora de uma rede brasileira de cinemas, sediada na cidade de Botucatu. Seu parque exibidor é formado por 163 salas de exibição e 31 complexos, média de 5,26 salas por complexo, espalhadas em 29 cidades de dez unidades da federação de quase todas as regiões do país, com exceção da Região Nordeste. Suas 37 976 poltronas perfazem uma média de 232,98 assentos por sala.
Desde 2003 vem disputando com o Grupo Severiano Ribeiro o título de maior exibidor brasileiro de capital exclusivamente nacional, tendo superado em público no ano de 2018, galgando o terceiro lugar no ranking geral, conforme dados do Observatório do Cinema e do Audiovisual (OCA) da ANCINE.

## História
Foi fundada em 1926 pelo exibidor Azor de Araújo e está sediada na cidade de Botucatu, interior de São Paulo. Inicialmente chamava-se Empresa exibidora Araújo Passos. Na década de 70 chegou a deter 220 salas em diversas cidades do país, sendo que em 1998 houve uma divisão que originou as empresas Cinematográfica Passos, conhecida pelo nome de Moviecom e a Cinematográfica Araújo, mais conhecida como Cine Araújo.

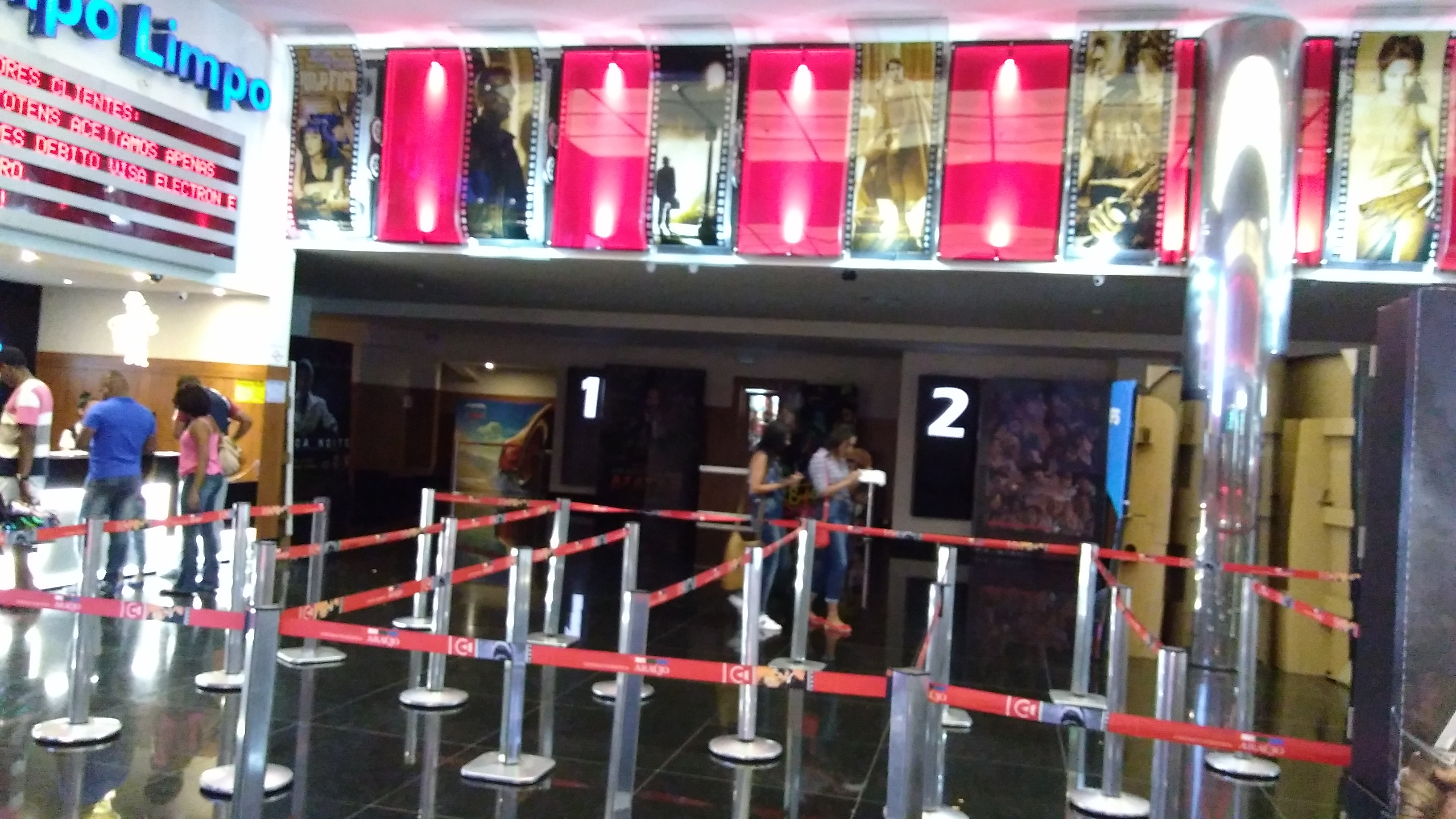
Entrada das salas 1 e 2 do Multiplex Campo Limpo de São Paulo, SP

A partir de 1998, a empresa iniciou um amplo processo de modernização e ampliação da rede, tendo sido inaugurados 23 complexos e 63 salas num período de cinco anos. Inspirado em Lee Roy Mitchell, fundador da Cinemark, o presidente da Cinematográfica Araújo, Marcos Araújo, principiou um périplo pelas cidades do interior do país, em especial aquelas localizadas no centro-sul, como Londrina, Maringá, Bauru, São José do Rio Preto e Sorocaba, a fim de avaliar a possibilidade de negócios. Além disso, estudou o mercado americano e procurou implantar nos novos complexos as novidades do setor, como o sistema multiplex e salas confortáveis a preços populares.
Em novembro de 2007 inovou ao abrir as primeiras salas VIPs do país, localizadas no Riopreto Shopping Center. Quando da inauguração destas salas, foi exibido o filme Edith Piaf – Um Hino ao Amor.  Àquela época, já contava com 81 salas de cinema, localizadas em 19 cidades. Em setembro de 2013, inaugurou no Shopping Cidade Sorocaba a maior tela de exibição em 3D do Brasil, com 299m2.

## Rankings e Market Share

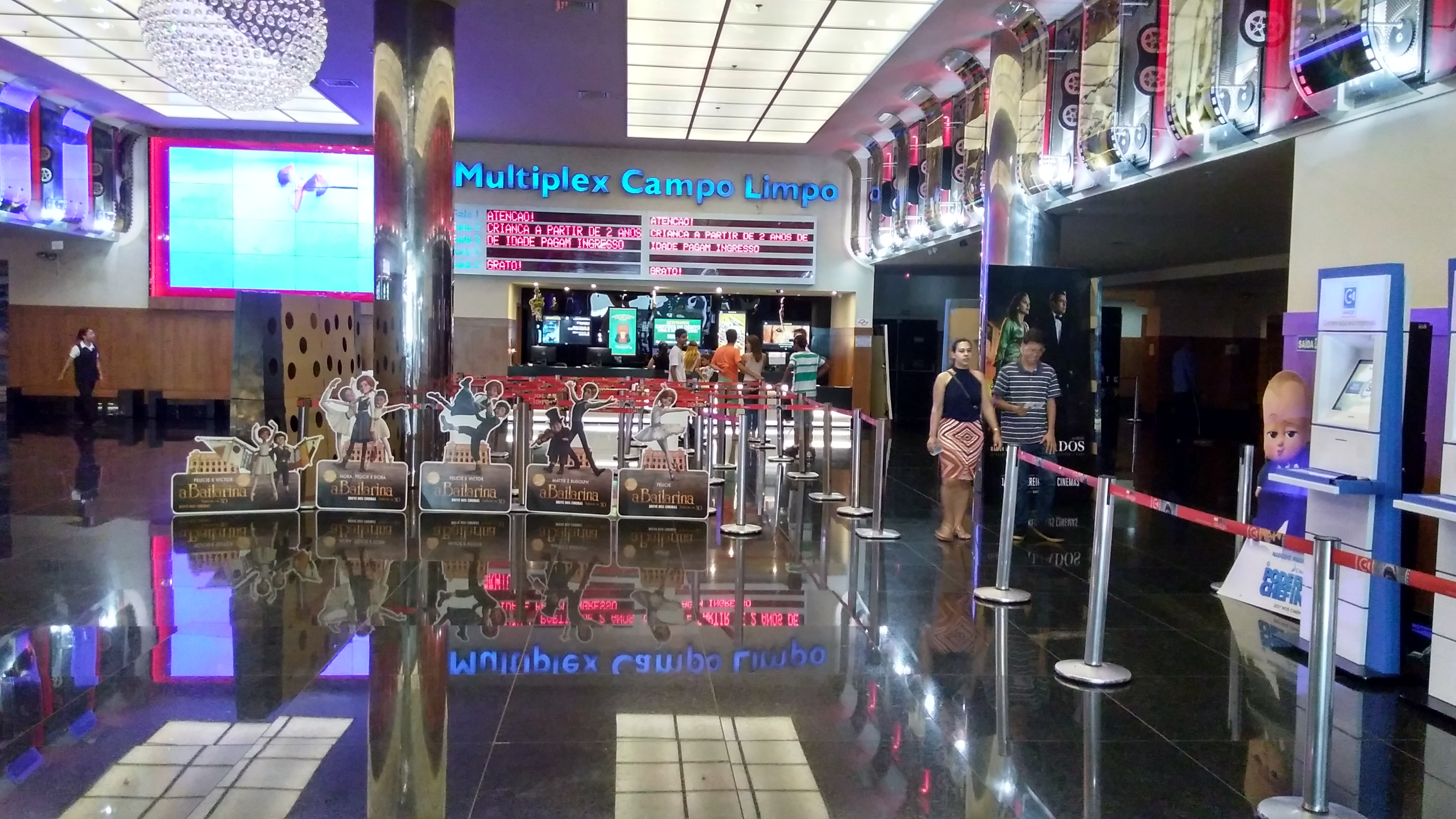
Vista do foyer do Multiplex Campo Limpo de São Paulo, SP

De acordo com o site especializado em cinema FilmeB, o Cine Araújo ocupou o sexto lugar nos anos de 2004 e 2005, entre as maiores empresas exibidoras brasileiras, por número de salas. No primeiro trimestre de 2015, a empresa alcançou o quarto, de acordo com a ANCINE. Dentre os destaques da rede, está a primeira sala com exibição 3D no interior de São Paulo e as maiores telas de cinema do país, superando as dimensões tecnologia IMAX, denominadas Max Screen.
Com relação à digitalização (processo de substituição dos projetores de película 35mm por equipamentos digitais), a empresa atingiu 100% de suas salas, conforme informe de acompanhamento de mercado da Agência Nacional de Cinema - ANCINE. Para viabilizar sua modernização, firmou contrato com a empresa Quanta DGT/AAM, responsável pela integração digital entre distribuidores e exibidores da maioria dos cinemas do país.
A empresa encerrou o ano de 2015 ocupando o quarto lugar entre os maiores exibidores do país por número de salas (perde apenas para a Cinemark, Cinépolis e Grupo Severiano Ribeiro, respectivamente), detendo um market de 3,6%. Na ocasião gerenciava 138 salas distribuídas em 27 complexos. A empresa é de gestão familiar e o seu atual presidente, Marcos Silva Araújo, é da terceira geração da mesma família do seu fundador.

## Público
Até a chegada e consolidação da Cinépolis no país, a Cine Araujo ocupava a terceira posição (com Cinemark em primeiro e Kinoplex/Severiano Ribeiro em segundo) entre os maiores exibidores do país por público, passado ao quarto lugar a partir de 2013. Abaixo a tabela de público e sua evolução de 2002 a 2019, considerando o somatório de todas as suas salas a cada ano. A despeito do aumento da participação estrangeira no mercado nacional, o crescimento dos frequentadores da rede no período elencado foi considerável, da ordem de 503,25%, graças à instalação de novos complexos e modernização das existentes. A redução do público de cinema brasileiro em 2017 e 2018 afetou pouco a empresa , que aumentou a sua fatia de mercado e superou a rede Kinoplex em número de frequentadores. Entretanto, em 2019 ela voltou a ocupar a quarta posição do ranking nacional. 
A variação mencionada se refere à comparação com os números do ano imediatamente anterior. Os dados de 2008 até 2013 foram extraídos do banco de dados Box Office do portal de cinema Filme B, sendo que os números de 2002 à 2007 e 2014 à 2015 têm como origem o Database Brasil. Já os dados de 2016 em diante procedem do Relatório "Informe Anual Distribuição em Salas Detalhado", do Observatório Brasileiro do Cinema e do Audiovisual (OCA) da ANCINE.
| Ano  | Público total | Ranking no país | Market Share | Variação |
| ---- | ------------- | --------------- | ------------ | -------- |
| 2002 | 2 639 829     | 7º              | 2,91%        | ano-base |
| 2003 | 5 660 982     | 4º              | 5,50%        | 114,45%  |
| 2004 | 5 969 923     | 3º              | 5,20%        | 5,46%    |
| 2005 | 5 362 376     | 3º              | 5,97%        | 10,18%   |
| 2006 | 5 100 128     | 3º              | 5,65%        | 4,89%    |
| 2007 | 5 250 633     | 3º              | 5,88%        | 2,95%    |
| 2008 | 5 263 517     | 3º              | 6,15%        | 0,25%    |
| 2009 | 7 081 600     | 3º              | 6,27%        | 34,54%   |
| 2010 | 8 246 724     | 3º              | 6,11%        | 16,45%   |
| 2011 | 8 533 686     | 3º              | 6,02%        | 3,48%    |
| 2012 | 9 952 429     | 3º              | 6,68%        | 16,63%   |
| 2013 | 11 032 570    | 4º              | 7,30%        | 10,85%   |
| 2014 | 10 957 289    | 4º              | 7,00%        | 0,68%    |
| 2015 | 12 367 254    | 4º              | 7,24%        | 12,87%   |
| 2016 | 13 445 023    | 4º              | 7,33%        | 8,71%    |
| 2017 | 14 223 759    | 4º              | 7,94%        | 5,79%    |
| 2018 | 13 292 007    | 3º              | 8,22%        | 6,55%    |
| 2019 | 13 909 199    | 4º              | 7,89%        | 4,64%    |